# Mark Wahlberg
Mark Robert Michael Wahlberg, under sin musikkarriär även känd som Marky Mark, född 5 juni 1971 i Dorchester, Boston, Massachusetts, är en amerikansk skådespelare och producent samt en före detta rappare och låtskrivare. Efter en problematisk tonårstid där han deltog i flera rasistiska attacker som han avtjänade ett fängelsestraff för, startade han pojkbandet New Kids on the Block med sin bror Donnie. Hans tid i gruppen var kort och han startade istället Marky Mark & the Funky Bunch som fick stora framgångar med sitt första album och sina första singlar. Att Wahlbergs vältränade kropp fick mer uppmärksamhet än hans musik och en kontroversiell hyllning av artisten Shabba Ranks, som uttryckt att homosexuella borde korsfästas, var bidragande faktorer till att musikkarriären dalade. Han fick sedan en mindre roll bredvid Leonardo DiCaprio i På driven i New York (1995) och DiCaprio ordnade även Wahlbergs första huvudroll i Fear (1996). Även sitt stora genombrott som porrstjärnan Dirk Diggler i Boogie Nights (1997) fick han genom DiCaprio. Han blev Oscarsnominerad för Bästa manliga biroll för sin roll i Martin Scorseses The Departed (2006) och som producent för The Fighter (2010). Bland Wahlbergs övriga roller märks The Other Guys (2010), Ted-filmerna, Daddy's Home-filmerna och Transformers-filmerna. Han har även medverkat som producent för HBO-serierna Entourage (2004–2011), Boardwalk Empire (2010–2014), How to Make It in America (2010–2011) och Ballers (2015–2019). 

## Biografi

### Uppväxt
Mark Wahlberg föddes som den yngsta av nio barn, däribland bröderna Donnie och Robert Wahlberg som också är skådespelare och artister. Hans mor Alma Elaine Donnelly (1942-2021) arbetade som bankkassörska och senare sjuksköterska. Hans far Donald Edmond Wahlberg Sr. (1930–2008) var en krigsveteran från Koreakriget. Efter föräldrarnas skilsmässa 1982 delade Wahlberg sin tid mellan de båda. Wahlbergs farfars far hette Axel Gustaf Wahlberg och föddes i Sverige 1843. På sin mors sida är han en avlägsen släkting till författaren Nathaniel Hawthorne. Han uppfostrades katolskt.
Som tonåring var Wahlberg problematisk och hamnade i kläm med lagen flera gånger. Som 15-åring, i juni 1986 jagade han och tre vänner tre svarta pojkar medan de skrek rasistiska slagord och att de skulle döda dem samtidigt som de kastade stenar efter pojkarna. Dagen därpå följde de efter fyra andra svarta pojkar, däribland en av de redan utsatta, och skrek rasistiska slagord samt kasta sten även på dem. Denna gång uppmanade Wahlberg och hans vänner även andra att deltaga. I augusti 1986 anmälde målsmännen för de utsatta pojkarna Wahlberg och hans kompisar vilka kom undan med en varning om de kränkte någon igen skulle de bli dömda för hatbrott.
I april 1988 attackerade Wahlberg som 16-åring en medelålders vietnames-amerikansk man genom att skrika rasistiska slagord och slå honom medvetslös med en bräda. Samma dag attackerade han en annan vietnames-amerikansk man vid namn Johnny Trinh som han slog vid ögat. Wahlberg skyllde på att han var hög på PCP. Utredarna av fallet upptäckte att flera personer vittnat om att Wahlberg många gånger skrek rasistiska saker åt asiatisk födda personer. Han arresterades för försök till mord men blev dömd för misshandel, innehav och hatbrott som en följd av varningen han fått 1986. Han dömdes till tre månaders fängelse och avtjänade 45 dagar. Wahlberg trodde att han hade förblindat sitt andra offer men Trinh har senare sagt att han förlorade ögat i Vietnamkriget.
Wahlberg bröt också käken på sin granne Robert Crehan i augusti 1992. Enligt vittnesmål ska slagsmålet ha börjat med att Crehan ropade något rasistiskt till Wahlbergs kompis Derek McCall (som är svart). Parterna nådde en förlikning innan rättegång. År 2014 ansökte Wahlberg om att bli benådad för sina brott och bli kvitt sina brottsregister vilket blev kontroversiellt. Han sade senare att det var fel honom att ansöka om benådning. Benådningen fick också avslag. År 2016 träffade Wahlberg Johnny Trinh och bad om ursäkt för sina "hemska handlingar". Trinh gjorde ett offentligt uttalande om att han förlät Wahlberg.

### Tidig karriär som Marky Mark
Wahlberg var som 13-åring en av ursprungsmedlemmarna i gruppen New Kids on the Block bredvid sin bror Donnie Wahlberg men hoppade av efter bara några månader. Han ersattes då av Jordan Knight, Jonathan Knight, Joey McIntyre och Danny Wood som blev den uppsättning som gav gruppen ett genomslag. 1990 bildade Wahlberg istället Marky Mark & the Funky Bunch tillsammans med Scott Ross (Scottie Gee), Hector Barros (Hector the Booty Inspector), Anthony Thomas (Ashley Ace), och Terry Yancey (DJ-T). Gruppen fick en hit med låten "Good Vibrations" från deras framgångsrika debutalbum Music for the People (1991) som sålde platina. Även singeln "Wildside" blev en hit och nådde plats 10 på Billboard Hot 100. Gruppen turnérade tillsammans med New Kids on the Block och släppte också TV-spelet Marky Mark and the Funky Bunch: Make My Video som trots gruppens popularitet skulle sälja dåligt och bli utsedd till ett av tidernas sämsta TV-spel. Gruppens andra skiva You Gotta Believe (1992) fick inte alls samma framgångar men titelspåret blev en mindre hit som nådde plats 49 på Billboard Hot 100.
På både scen och video var Wahlberg inte främmande att klä av sig och det hävdades att Wahlbergs fysik gav honom fler beundrare än hans rap vilket ledde till stora reklamkampanjer med modeföretaget Calvin Klein. Reklamerna blev så stora att de överskuggade hans musikkarriär. När Wahlberg i december 1992 uppträdde i det brittiska TV-programmet The Word hyllade han artisten Shabba Ranks som nyligen blivit uppmärksammad för sitt uttalande om att homosexuella borde korsfästas. Hyllningen blev ifrågasatt och kontroversiell där organisationen GLAAD försökte övertala Calvin Klein att avbryta sina samarbeten med Wahlberg. Karriären ansågs över men Wahlberg skiftade fokus och hamnade istället på ett skivbolag i Hamburg. Där samarbetade han med reggae artisten Prince Ital Joe och tillsammans släppte de albumet Life in the Streets (1994) där singlarna "United", "Life in the Streets", och "Babylon" alla nådde första platsen på tyska hitlistor. Många av låtarna från albumet var med i filmen Renaissance Man (1994) där Wahlberg hade en mindre roll.
Wahlberg släppte både solosingeln "No Mercy" och ett till album med Prince Ital Joe 1995. Albumet hette The Remix Album och bestod av just remixer av deras förra album samt solosingeln. Han satte också upp en musikal döpt till One Love i Tyskland som han var producent för. Ibland var han även ledsångaren. Det släpptes också en singel från musikalen, "That's the Way I Like It". Han började arbeta på ett tredje studioalbum men bara singlarna "Hey DJ" (1996), "Feel the Vibe" (1997) och "Best of My Love" (1997) släpptes.

### Genombrott
Wahlberg gjorde sin filmdebut i TV-filmen The Substitute (1993). Det var enda gången som han krediterade sig som Marky Mark på film. Han syntes bredvid Leonardo DiCaprio i den biografiska filmen På driven i New York (1995) och hade sin första huvudroll i Fear (1996). Huvudrollen fick han genom DiCaprio som inte ville göra rollen och föreslog istället Wahlberg. DiCaprio, upptagen med Titanic (1997) föreslog även Wahlberg för hans nästa roll som porrstjärnan Dirk Diggler i Paul Thomas Andersons Boogie Nights (1997). Samtliga skådespelare inklusive Wahlberg, och filmen blev unisont hyllad av kritiker. Filmen blev Wahlbergs stora genombrott. Peter Travers på Rolling Stone Magazine skrev: "Denna bit av filmdynamit detoneras av Mark Wahlberg... som kniper en genombrottsroll och springer... även när Boogie Nights hamnar lite ur kurs så följer den sina bisarra idealistiska karaktärer in i 80-talet... du kan verkligen känna den passionerade beslutsamhet i kärnan av detta hysteriska och skakande spektakel." DiCaprio har sedan dess ångrat att han inte medverkade i filmen.
Wahlberg skulle fortsätta bly hyllad för sina insatser i The Big Hit (1998), Three Kings (1999) och Den perfekta stormen (2000). Wahlberg ersatte sedan Brad Pitt för huvudrollen i musikalfilmen Rock Star (2001). Filmen fick blandad kritik och blev ett finansiellt misslyckande. Wahlberg blev anlitad för att göra rollen som Linus Caldwell i Ocean's Eleven (2001) men hoppade av till förmån för att medverka i Tim Burtons nyinspelning Apornas planet (2001) som baserades på filmen med samma namn från 1968. Han blev istället ersatt av Matt Damon. Han följde upp rollen med ytterligare två nyinspelningar med filmerna The Truth About Charlie (2002) och The Italian Job (2003). Han medverkade i independentfilmen I Heart Huckabees (2004) tillsammans med Dustin Hoffman och Jude Law och skulle få den mesta uppmärksamheten från kritiker. Tidningen The Village Voice utsåg hans insats i filmen som årets bästa biroll. Han agerade sedan producent åt TV-serien Entourage som gick i åtta säsonger på HBO mellan 2004 och 2011. Serien där vi får följa skådespelaren Vincent Chase baserades löst på Wahlbergs erfarenheter som en strävande skådespelare. Han medverkade sedan i den blaxploitation inspirerade Four Brothers (2005).

### Etablerad karriär
Wahlberg var tänkt att spela mot Joaquin Phoenix i Brokeback Mountain (2005) men då båda var obekväma med sexscenerna gick rollerna till Heath Ledger och Jake Gyllenhaal istället vilket båda blev Oscarsnominerade för. Wahlberg medverkade tillsammans med Leonardo DiCaprio, Matt Damon, Jack Nicholson, Martin Sheen och Alec Baldwin i The Departed (2006) i regi av Martin Scorsese. Filmen som var en nyinspelning av Hong Kong filmen Infernal Affairs (2002) blev kritikerrosad även om skådespelarna fick kritik för sina Boston-dialekter. Wahlberg ansågs dock vara den skådespelare som klarade sig bäst. Wahlberg blev också Oscarsnominerad för Bästa manliga biroll för sin insats. Han blev också nominerad till en Golden Globe i samma kategori. Han porträtterade samma år den amerikanska fotbollsspelaren Vince Papale i Invincible (2006) som också fick goda recensioner från kritiker.

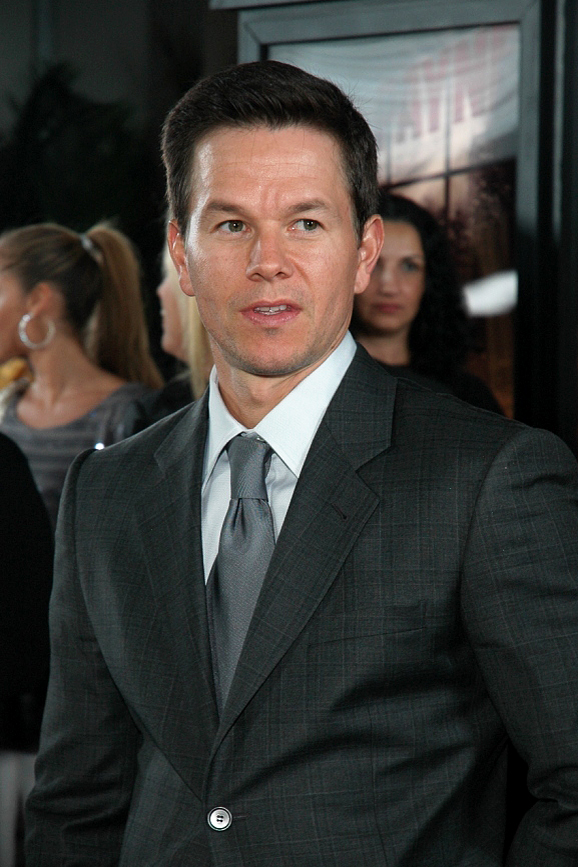
Wahlberg på premiären av Max Payne, 2008.

Trots sitt brottsregister från ungdomen, vilket enligt amerikansk lag förbjuder honom att hantera skjutvapen, så förberedde han sig inför rollen i Shooter (2007) genom att öva prickskytte på en skjutbana i Nevada. Han lyckades träffa målet på 1000 meters avstånd på sin andra dag. En bedrift som oftast kräver flera veckors träning. Han började i intervjuer påstå att han skulle pensionera sig när han fyllde 40 för att fokusera på sina barn och på golf, men 2007 sade han att han övergett den planen då hans "golfspel var hemskt". Istället för Brokeback Mountain syntes han med Joaquin Phoenix i We Own the Night samma år. Han medverkade som en lärare i M. Night Shyamalans The Happening (2008) som blev brutalt sågad av kritiker. Även Wahlberg själv tyckte det var en dålig film: "Det var en riktigt dålig film... skitsamma, det är vad det är... Ni kan inte anklaga mig för att jag inte ville spela en lärare. Jag spelade åtminstone inte en skurk eller en polis." sade han om filmen i en intervju. Samma år spelade han titelrollen i actionfilmen Max Payne som baserades på TV-spelet med samma namn. Det var inte förrän långt in i produktionen som han fick reda på att filmen var ett TV-spel och blev lite orolig. Med all rätt, då filmen blev brutalt sågad den också. För båda sina roller 2008 blev han nominerad till Sämsta skådespelare på Golden Raspberry Awards.
Medan Wahlberg gjorde reklam för Max Payne så hamnade han i ett skämtsamt mediebråk med The Lonely Island och Saturday Night Live-medlemmen Andy Samberg då denna hade gjort en imitation på Wahlberg i sketchprogrammet. Wahlberg medverkade i slutet av året i en uppföljande sketch där han parodierade sig själv. Wahlberg ersatte sedan Ryan Gosling i Flickan från ovan (2009) då regissören Peter Jackson insåg, första dagen på inspelningen, att Gosling var för ung för att spela fader. Filmen fick ett mediokert mottagande av både kritiker och biobesökare. Wahlberg skulle efter en middag med regissören Adam McKay och komikern Will Ferrell påbörja en övergång mot komedier. Under middagen hade McKay märkt en särskild kemi mellan Ferrell och Wahlberg och skrev ett första utkast till komedin The Other Guys (2010) med de båda i åtanke. Filmen blev en omedelbar framgång och petade ner Christopher Nolans Inception (2010) från topplistan som var en av de årets största filmer. Filmen blev även kritikerrosad där Rolling Stone Magazine skrev: "Ferrell och Wahlberg dubblar det roliga, det är en garanti." Samma år syntes han också bredvid Steve Carell och Tina Fey i komedin En galen natt.

### Fler komedier
Wahlberg porträtterade boxaren Micky Ward i den biografiska sportfilmen The Fighter (2010). Han fick rollen redan 2005 genom sin vänskap till Ward och började träna inför rollen samma år vilket resulterade att han vaknade redan halv fem på morgonen när han medverkade i andra filmer under den perioden. Han tränade bodybuilding för att få rätt fysik och två år innan filmning tränade han boxning med den professionella boxaren Manny Pacquiao. För att filmen skulle kännas så realistisk som möjligt vägrade Wahlberg att använda sig av en stuntman och deltog i alla boxningscener själv vilket resulterade att hans näsa stukades flera gånger. För sin insats blev han nominerad till en Golden Globe för Bästa manliga skådespelare. Wahlberg återvände till komedier med Seth MacFarlanes regidebut Ted (2012) där hans karaktär John Bennett lever med ett gosedjur som kommit till liv. Även om filmen fick blandad kritik blev det en stor kommersiell framgång.

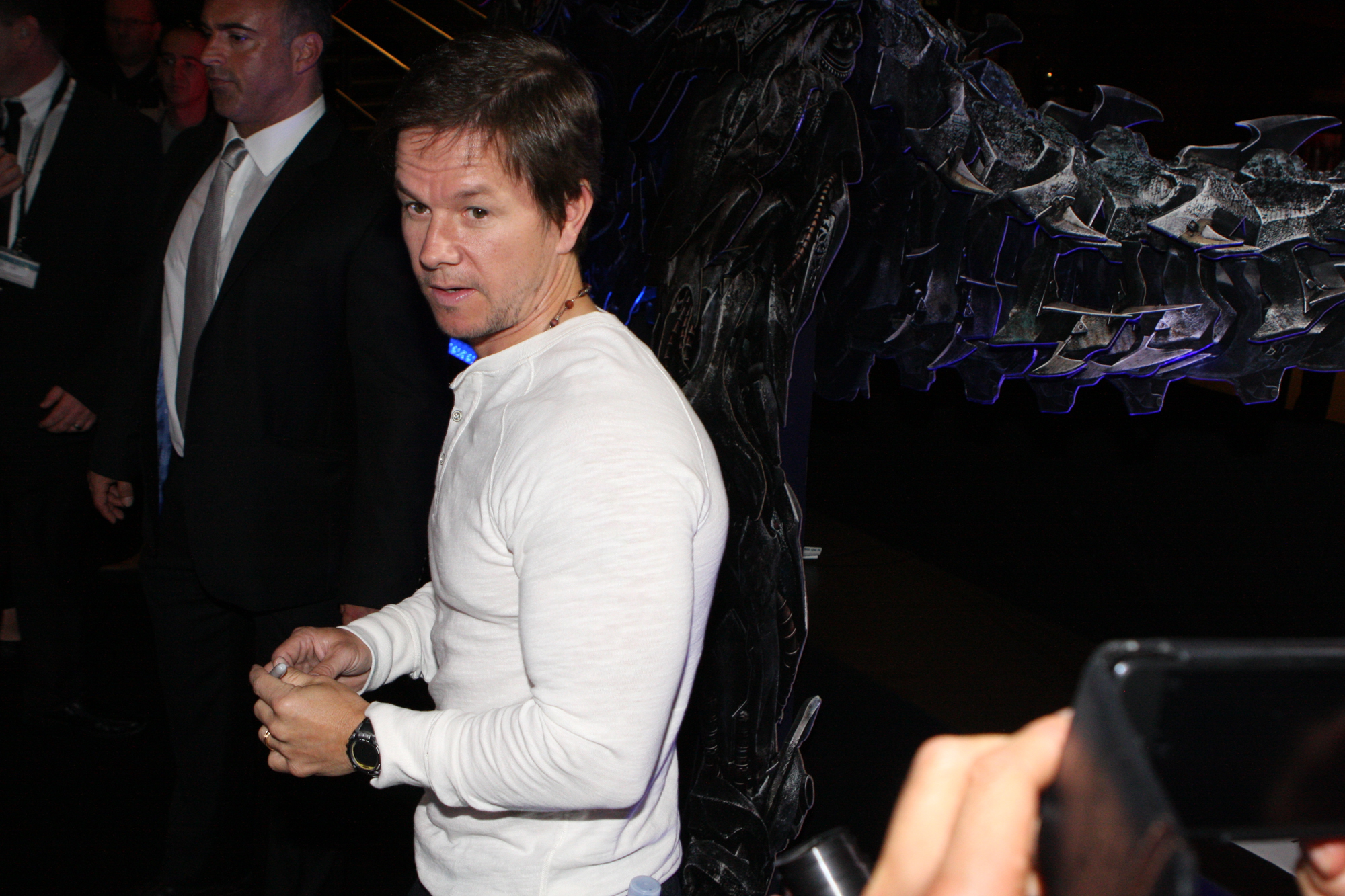
Wahlberg på premiären av Transformers: Age of Extinction (2014).

Wahlberg porträtterade elitsoldaten Marcus Luttrell i den löst verklighetsbaserade krigsfilmen Lone Survivor (2013). Han medverkade samma år också i den löst verklighetsbaserade true crime-filmen Pain & Gain tillsammans med Dwayne Johnson. Filmen fick en låg budget på 26 miljoner dollar och hade egentligen inte plats med några högavlönade skådespelare, men både Wahlberg och Johnson gillade filmen så mycket att de ställde upp utan lön och fick istället procent på filmens vinst. Han medverkade 2013 även bredvid Denzel Washington i actionkomedin 2 Guns. Han medverkade sedan i nyinspelningen av The Gambler (2014) som baserades på filmen med samma namn från 1974. Inför rollen gick han ner 27 kg på åtta veckor genom att hålla sig till en strikt diet på mandelmjölk och enbart grönsaker. Wahlberg ersatte Shia LaBeouf som protagonisten för den fjärde delen i Transformers filmserien - Transformers: Age of Extinction (2014). Filmen blev brutalt sågad av kritiker men spelade ändå in mer än en miljard dollar. Samma år var han också producent för realityprogrammet Breaking Boston, som blev nedlagt efter sitt premiäravsnitt då det lockade alldeles för få tittare. Men hans andra realityprogram från det året om hans och hans bröder Paul och Donnies hamburgarkedja Wahlburgers fick också premiär och fortsatte i tio säsonger.
Wahlberg repriserade sin roll som John Bennett i uppföljaren Ted 2 (2015) som inte blev samma succé som föregångaren men ändock en finansiell framgång. Han återförenades samma år med Will Ferrell i komedin Daddy's Home som inte blev väl mottagen av kritiker men blev en komersiell framgång. 2016 medverkade han i två verklighetsbaserade filmer av en och samma regissör, Peter Berg. Deepwater Horizon handlade om oljeriggen med samma namn som exploderade och spillde ut olja i den Mexikanska golfen 2010. Patriots Day handlade om bombdåden vid Boston Marathon 2013. Båda filmerna blev stora ekonomiska misslyckanden men mottogs väl av kritiker. Wahlberg repriserade sina båda roller i Transformers: The Last Knight (2017) och Daddy's Home 2 (2017) vilka båda blev brutalt sågade. Men där komedin Daddy's Home 2 blev en inkomstmässig succé skulle Transformers förlora över 100 miljoner dollar. Samma år medverkade han i den biografiska filmen All the Money in the World vilken kom att bli kontroversiell för att Kevin Spacey blev anklagad för sexuella trakasserier bara två månader efter inspelningarna var klara och ersattes av Christopher Plummer vilket krävdes att filmen till viss del spelades in på nytt. Wahlberg fick 1,5 miljoner dollar för sitt extra arbete medan Michelle Williams bara fick 1000 dollar. Lönegapet startade en stor debatt i Hollywood. Bakslaget av debatten gjorde att Wahlberg skänkte bort sin extra lön till välgörenhet i Williams namn.

### Vidare karriär
Wahlberg återförenades med Transformer-skådespelaren Isabela Merced i komedin Instant Family (2018) som blev hyllad av kritiker. Samma år återförenades han med regissören Peter Berg i actionfilmen Mile 22 som blev brutalt sågad av kritiker. Han återförenades med Berg redan två år senare i Spenser Confidential som även den blev sågad. Han gjorde sin första röstroll med den animerade Scoob! (2020). Wahlberg spelade dubbla roller i science fiction action filmen Infinite (2021) som också blev brutalt sågad. Wahlberg blev även nominerad till Sämsta skådespelare på Golden Raspberry Awards för rollerna. Han hade i ett tidigt skedde av TV-spels adaptionen av Uncharted (2022) huvudrollen som Nathan Drake. Huvudrollen togs över av Tom Holland och Wahlberg tog istället birollen som Victor Sullivan. Han porträtterade samma år den boxande prästen Stuart Long i den biografiska Father Stu. Filmen var ett passionsprojekt för Wahlberg som också agerade producent och lade in flera av sina egna miljoner i filmen. Han gick också upp 13 kg på sex veckor genom att äta 7000 kalorier om dagen. Filmen fick ett blandat mottagande. Han medverkade sedan i ett gäng sågade filmer som Me Time (2022), The Family Plan (2023), The Union (2024) och Flight Risk (2025).

## Privatliv
Wahlberg träffade Rhea Durham 2001 och tillsammans fick de tre barn, Ella Rae (född 2003), Michael (född 2006) och Brendan (född 2008). Den 1 augusti 2009 gifte sig paret i Beverly Hills. I januari 2010 fick de dottern Grace. År 2022 flyttade familjen från Hollywood till Las Vegas.
Wahlberg hade bokat en plats på American Airlines Flight 11 den 11 september 2001 men avbokade dagen innan då hans planer ändrades. Han gjorde ett kontroversiellt uttalande 2012: "Om jag hade varit på planet med mina barn så hade det inte gått till så, det hade varit mycket blod i första klass och mig sägandes 'Ok, vi ska landa någonstans säkert, var inte oroliga'". Han fick be om ursäkt till offrens familjer som hade blivit mycket upprörda av uttalandet.
Wahlberg är en utövande katolik och har beskrivit sin religion som det viktigaste i sitt liv. Han går i kyrkan två gånger på söndagar. Han går emot kyrkan och stöttar samkönat äktenskap. I september 2015 bad han om ursäkt till Påve Franciskus för de skämt om religionen han hade gjort i filmen Ted (2012). Han sökte också förlåtelse hos kardinal Blase Cupich för att ha spelat en porrstjärna i Boogie Nights (1997) även om han senare uttalat sig om att det var något skämtsamt. Wahlberg har uttyckt att kristna utövningar som fasta och bön under påskfastan har betytt mycket för honom.

### Affärsverksamheter

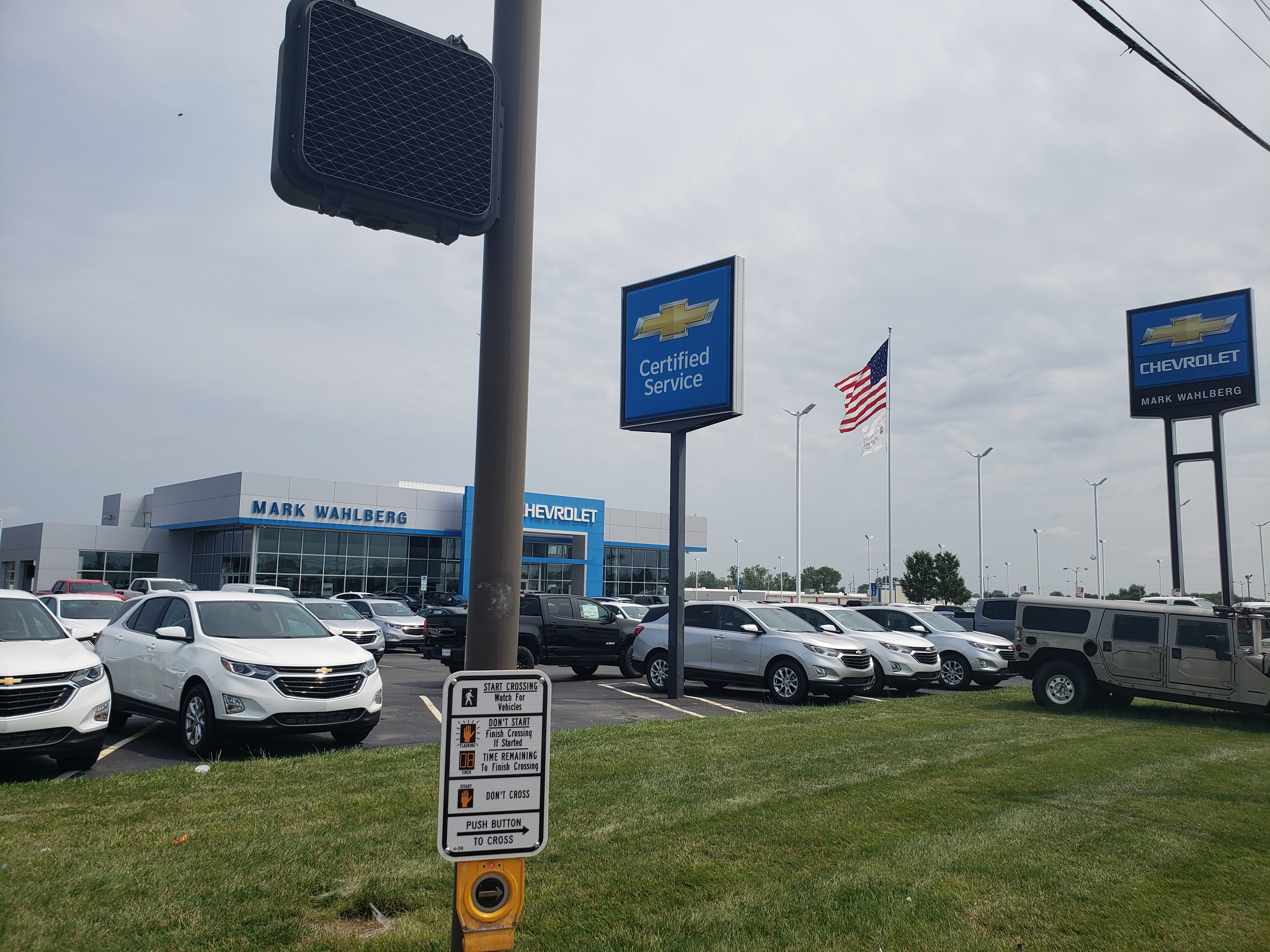
Den första Mark Wahlberg Chevrolet på West Broad Steeet i Columbus, Ohio 2021.

Wahlberg äger eller deläger flera företag däribland hamburgerkedjan Wahlburgers tillsammans med sina bröder Donnie och Paul. Han innehar den största andelen av Barbados Tridents cricketlag. Tillsammans med artisten Sean Combs och miljardären Ronald Burkle äger han vatten på flaska märket Aquahydrate.
Tillsammans med företagsledaren Tom Dowd grundade han näringstillskottsföretaget Performance Inspired. Han investerade också 6 miljoner dollar i företaget StockX, en sneakerskedja. Han äger också stora delar aktier av den australienska fitnesskedjan F45.
Tillsammans med sin affärspartner Jay Feldman, köpte han 2018 en lokal Chevrolet bilhandel i Columbus i Ohio. Den döptes om till Mark Wahlbergs Chevrolet och blev så lönsam att det nu finns fem ställen i Ohio. Han har också investerat i Tequilamärket Flecha Azul.

## Filmografi

### Film
| År   | Titel                           | Roll                           | Anmärkning                         |
| ---- | ------------------------------- | ------------------------------ | ---------------------------------- |
| 1993 | The Substitute                  | Ryan Westerberg                | TV-film, krediterad som Marky Mark |
| 1993 | The Marky Mark Workout          | Sig själv                      |                                    |
| 1994 | Renaissance Man                 | Tommy Lee Haywood              |                                    |
| 1995 | På driven i New York            | Mickey                         |                                    |
| 1996 | Fear                            | David McCall                   |                                    |
| 1997 | Traveller                       | Pat O'Hara                     |                                    |
| 1997 | Boogie Nights                   | Eddie Adams / Dirk Diggler     |                                    |
| 1998 | The Big Hit                     | Melvin Smiley                  |                                    |
| 1999 | The Corruptor                   | Danny Wallace                  |                                    |
| 1999 | Three Kings                     | Troy Barlow                    |                                    |
| 2000 | The Yards                       | Leo Handler                    |                                    |
| 2000 | Den perfekta stormen            | Robert "Bobby" Shatford        |                                    |
| 2001 | Apornas planet                  | Leo Davidson                   |                                    |
| 2001 | Rock Star                       | Chris "Izzy" Cole              |                                    |
| 2002 | The Truth About Charlie         | Joshua Peters                  |                                    |
| 2003 | The Italian Job                 | Charlie Croker                 |                                    |
| 2003 | Overnight                       | Sig själv                      | Dokumentär                         |
| 2004 | Juvies                          | Berättare                      | Dokumentär                         |
| 2004 | I Heart Huckabees               | Tommy Corn                     |                                    |
| 2005 | Four Brothers                   | Robert "Bobby" Mercer          |                                    |
| 2006 | Invincible                      | Vincent "Vince" Francis Papale |                                    |
| 2006 | The Departed                    | Sean Dignam                    |                                    |
| 2007 | Shooter                         | Bob Lee Swagger                |                                    |
| 2007 | We Own the Night                | Joseph "Joe" Grusinsky         | Även producent                     |
| 2008 | The Happening                   | Elliot Moore                   |                                    |
| 2008 | Max Payne                       | Max Payne                      |                                    |
| 2009 | Flickan från ovan               | Jack Salmon                    |                                    |
| 2010 | En galen natt                   | Holbrooke Grant                |                                    |
| 2010 | The Other Guys                  | Terry Hoitz                    |                                    |
| 2010 | The Fighter                     | Micky Ward                     | Även producent                     |
| 2012 | Contraband                      | Chris Farraday                 | Även producent                     |
| 2012 | Ted                             | John Bennett                   |                                    |
| 2013 | Broken City                     | Billy Taggart                  | Även producent                     |
| 2013 | Pain & Gain                     | Daniel Lugo                    |                                    |
| 2013 | 2 Guns                          | Michael "Stig" Stigman         |                                    |
| 2013 | Lone Survivor                   | Marcus Luttrell                | Även producent                     |
| 2014 | Transformers: Age of Extinction | Cade Yeager                    |                                    |
| 2014 | The Gambler                     | Jim Bennett                    | Även producent                     |
| 2015 | Mojave                          | Norman                         |                                    |
| 2015 | Entourage                       | Sig själv                      | Även producent                     |
| 2015 | Ted 2                           | John Bennett                   |                                    |
| 2015 | Daddy's Home                    | Dusty Mayron                   |                                    |
| 2016 | Deepwater Horizon               | Mike Williams                  | Även producent                     |
| 2016 | Patriots Day                    | Tommy Saunders                 | Även producent                     |
| 2017 | Transformers: The Last Knight   | Cade Yeager                    |                                    |
| 2017 | Daddy's Home 2                  | Dusty Mayron                   |                                    |
| 2017 | All the Money in the World      | Fletcher Chace                 |                                    |
| 2018 | Mile 22                         | James Silva                    | Även producent                     |
| 2018 | Instant Family                  | Pete Wagner                    | Även producent                     |
| 2020 | Spenser Confidential            | Spenser                        | Även producent                     |
| 2020 | Scoob!                          | Brian Crown / Blue Falcon      | Röstroll                           |
| 2020 | Joe Bell                        | Joe Bell                       | Även producent                     |
| 2021 | Infinite                        | Evan McCauley                  | Även producent                     |
| 2022 | Uncharted                       | Victor Sullivan                |                                    |
| 2022 | Father Stu                      | Father Stuart "Stu" Long       | Även producent                     |
| 2022 | Me Time                         | Huck Dembo                     |                                    |
| 2023 | The Family Plan                 | Dan Morgan                     | Även producent                     |
| 2024 | Arthur the King                 | Mikael Lindnord                | Även producent                     |
| 2024 | The Union                       | Mike                           | Även producent                     |
| 2025 | Flight Risk                     | Daryl Booth                    |                                    |
| TBA  | Play Dirty                      | Parker                         | Kommande                           |
| TBA  | Balls Up                        |                                | Kommande                           |
| TBA  | The Family Plan 2               | Dan Morgan                     | Kommande                           |

### TV
| År        | Titel                               | Roll      | Notering                       |
| --------- | ----------------------------------- | --------- | ------------------------------ |
| 1993      | The Ben Stiller Show                | Sig själv | Avsnitt: "A Few Good Scouts"   |
| 1993      | Out All Night                       | Sig själv | Avsnitt: "Under My Thumb"      |
| 2004-2010 | Entourage                           | Sig själv | 4 avsnitt, även producent      |
| 2008      | Saturday Night Live                 | Sig själv | Avsnitt: "Josh Brolin / Adele" |
| 2014-2019 | Wahlburgers                         | Sig själv | 36 avsnitt, även producent     |
| 2020      | Ant & Dec's Saturday Night Takeaway | Sig själv | 1 avsnitt                      |
| 2021      | Wahl Street                         | Sig själv | 16 avsnitt                     |
| 2022      | WrestleMania 38                     | Sig själv | Öppnare                        |

## Diskografi

### Album
| År   | Titel                | Bolag               | Artist                       |
| ---- | -------------------- | ------------------- | ---------------------------- |
| 1991 | Music for the People | Interscope          | Marky Mark & The Funky Bunch |
| 1992 | You Gotta Believe    | Interscope          | Marky Mark & The Funky Bunch |
| 1994 | Life in the Streets  | Ultraphonic Records | Prince Ital Joe & Marky Mark |
| 1995 | The Remix Album      | Ultraphonic Records | Prince Ital Joe & Marky Mark |

### Singlar
| År   | Titel                  | Bolag               | Artist                       |
| ---- | ---------------------- | ------------------- | ---------------------------- |
| 1991 | Good Vibrations        | Interscope          | Marky Mark & The Funky Bunch |
| 1991 | Wildside               | Interscope          | Marky Mark & The Funky Bunch |
| 1992 | I Need Money           | Interscope          | Marky Mark & The Funky Bunch |
| 1992 | You Gotta Believe      | Interscope          | Marky Mark & The Funky Bunch |
| 1992 | Gonna Have a Good Time | Interscope          | Marky Mark & The Funky Bunch |
| 1993 | Happy People           | Ultraphonic Records | Prince Ital Joe & Marky Mark |
| 1994 | Life in the Streets    | Ultraphonic Records | Prince Ital Joe & Marky Mark |
| 1994 | United                 | Ultraphonic Records | Prince Ital Joe & Marky Mark |
| 1995 | Babylon                | Ultraphonic Records | Prince Ital Joe & Marky Mark |
| 1995 | Rastaman Vibrations    | Ultraphonic Records | Prince Ital Joe & Marky Mark |
| 1995 | No Mercy               | EastWest Records    | Marky Mark                   |
| 1996 | Hey DJ                 | EastWest Records    | Marky Mark                   |
| 1997 | Feel the Vibe          | EastWest Records    | Marky Mark                   |
| 1997 | Best of My Love        | EastWest Records    | Marky Mark                   |